# Natuurlijke haven
Een natuurlijke haven is een natuurlijk stuk water dat kan worden gebruikt als rede of haven door schepen in een grote rivier of zee. Natuurlijke havens bevinden zich vaak in een baai of monding en hun ligging wordt bepaald door natuurlijke geologische en hydrologische kenmerken. Van een natuurlijke haven wordt meestal gesproken wanneer er sprake is van een dergelijke plaats en er ook de noodzaak voor een havenfunctie wordt geacht.
Baaien komen op basis van hun omsloten vorm het meest in aanmerking voor de functie van anker- of ligplaats, daar deze de kans op sterke golven verminderen, maar ook de stroomverhouding van het water en met name de waterdiepte bij eb spelen een belangrijke rol bij het gebruik ervan door schepen.
Met name wanneer een groot havenbekken voorhanden is, wordt het begrip (wereldwijd) ook vaak voor haveninstallaties gebruikt op grond van het feit dat een dergelijke plek beschutting biedt tegen bepaalde weersomstandigheden en gunstige wateromstandigheden biedt. De bijnaam 'natuurlijke haven' zegt echter niets over in hoeverre een dergelijke plek ook daadwerkelijk kan fungeren als natuurlijke haven zonder dat allerlei structurele maatregelen en technische ingrepen moeten worden gepleegd, zoals baggeren of de aanleg van golfbrekers.